# Dalmacio Negro Pavón
Pour les articles homonymes, voir Negro (homonymie) et Pavon.
Negro  Pavón est un nom espagnol. Le premier nom de famille, en général paternel, est Negro ; le second, en général maternel, souvent omis, est Pavón.
Dalmacio Negro Pavón, né le 23 décembre 1931 à Madrid où il meurt le 23 décembre 2024, est un professeur espagnol de sciences politiques et d'histoire des idées. Il est membre de l'Académie royale espagnole des sciences morales et politiques.

## Biographie
Dalmacio Negro Pavón est titulaire d'une licence en droit et philosophie et d'un doctorat en sciences politiques.
Il a été professeur de « Fondements de la philosophie » et de « Philosophie de l'histoire » et professeur d'Histoire des idées et des formes politiques à l'Université complutense de Madrid. Il est ensuite professeur émérite de sciences politiques à l'Université CEU San Pablo où il participe aux enseignements du diplôme de sciences politiques et d'administration.

## Publications

### Ouvrages
- (es) Liberalismo y socialismo: la encrucijada intelectual de Stuart Mill, Centro de Estudios Políticos y Constitucionales, 1976 (ISBN 978-84-259-0577-3)
- (es) Comte: positivismo y revolución, Editorial Cincel, 1985 (ISBN 978-84-7046-411-9)
- (es) Estudios sobre Carl Schmitt, Fundación Cánovas del Castillo, 1995 (ISBN 978-84-88306-26-5)
- (es) La tradición liberal y el estado, Unión Editorial, 1995 (ISBN 978-84-7209-287-7)
- (es) Gobierno y Estado, Marcial Pons, Ediciones Jurídicas y Sociales, 2002 (ISBN 978-84-7248-994-3)
- (es) Lo que Europa debe al cristianismo, Unión Editorial, 2006 (ISBN 978-84-7209-434-5)
- (es) El mito del hombre nuevo, Ediciones Encuentro, 2008 (ISBN 978-84-7490-961-6, lire en ligne)
- (es) Historia de las formas del Estado, El buey mudo, 2010 (ISBN 9788493778910, lire en ligne)
- (es) La ley de hierro de la oligarquía, Encuentro, 2015 (ISBN 9788490551219)

### Traduction en français
- Dalmacio Negro Pavon, La loi de fer de l'oligarchie ; pourquoi le gouvernement du peuple, par le peuple, pour le peuple est un leurre, L'Artilleur, coll. « Sciences humaines & sociales », 2019 (ISBN 9782810009114)